# 栗鹏
栗鹏（1990年8月29日—），中国足球运动员，司职后卫，现效力於武汉长江足球俱乐部。

## 职业生涯

### 青年队
栗鹏7岁开始踢球，2003年进入鲁能泰山足球学校。

### 俱乐部
2008年，他和队友买提江、陈杰等一起被交流到新疆体彩参加2008年中国足球乙级联赛。2009年，栗鹏代表新疆全运队参加了全运会。
2010年3月，栗鹏被郭侃峰选中，加盟中超球队青岛中能。2010年8月22日，他在青岛中能0比4不敌江苏舜天的比赛第25分钟替补李允燮出场，首次在中超联赛亮相。2010年9月12日，他在第二次中超出场即取得进球，帮助球队4比3击败深圳红钻。栗鹏在2010赛季出场10次，射进2球，2011赛季开始逐渐成为球队主力中后卫。
2016年12月，栗鹏加盟上海绿地申花足球俱乐部。
2020年6月，栗鹏租借加盟南通支云足球俱乐部。